# Xanthyris involuta
Xanthyris involuta là một loài bướm đêm trong họ Geometridae.